# Júpiter caliente

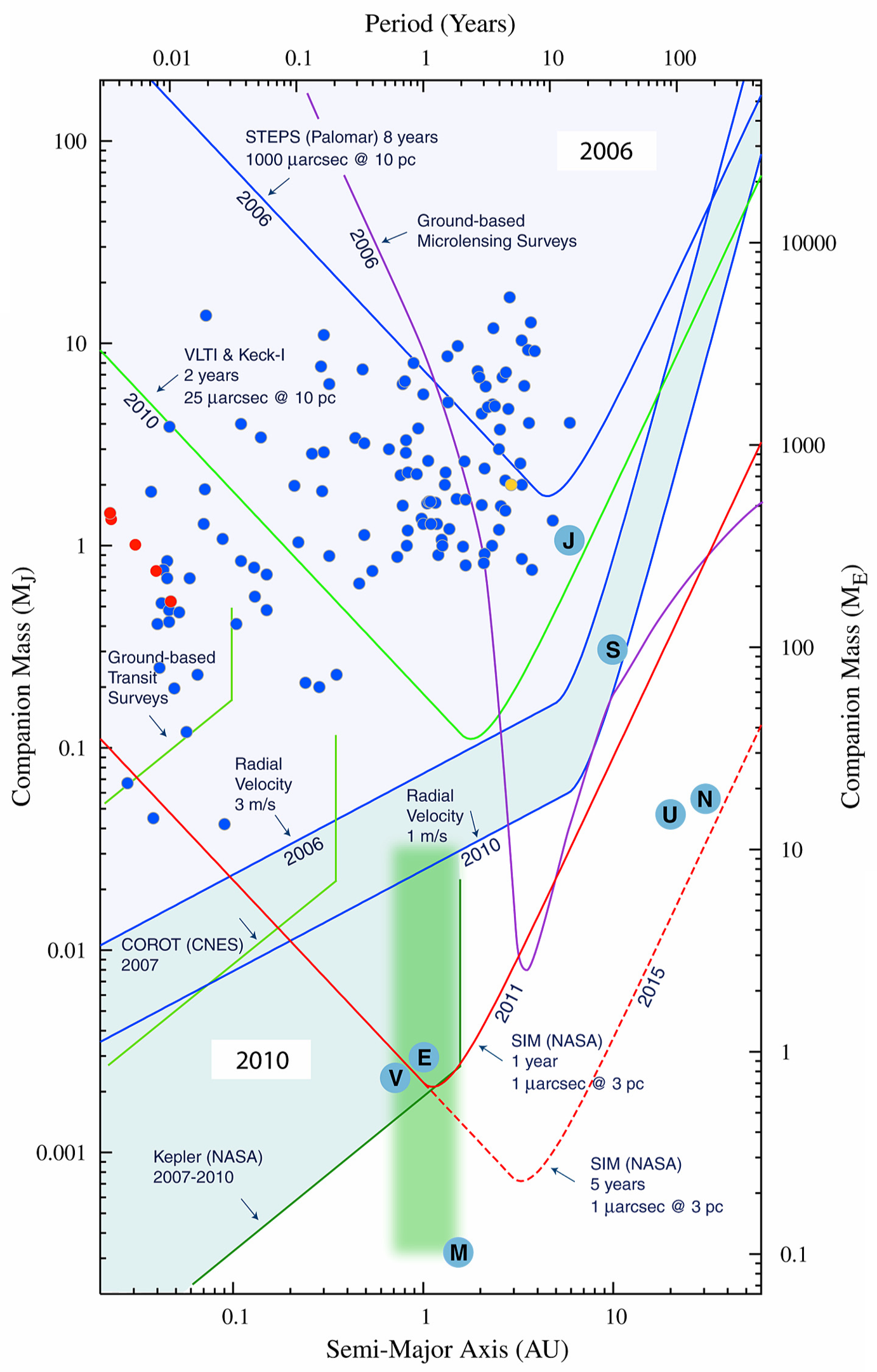
Planetas tipo júpiter caliente (en el borde izquierdo, incluidos los puntos rojos) descubiertos hasta el 31 de agosto de 2004. Cortesía de NASA/JPL-Caltech.

Un júpiter caliente (plural: «júpiter calientes», «jupiteres calientes» o «jupíteres calientes»),
―también llamado planeta pegasiano o pegasidio― es una clase de planeta extrasolar cuya masa está cerca de (o excede) la de Júpiter (1,9 × 1027 kg), pero a diferencia de nuestro sistema solar, donde Júpiter orbita alrededor del Sol a 5 UA, los planetas del tipo júpiter caliente lo hacen unas 100 veces más cerca de sus estrellas madres (alrededor de 0.05 UA). Un júpiter caliente está aproximadamente ocho veces más cerca de su estrella que Mercurio del Sol.
La existencia de planetas de este tipo fue propuesta en 1952 por Otto Struve, quien también propuso el uso de la medición de la velocidad radial de la estrella madre como un método de detección verosímil.

## Características
Los planetas de tipo júpiter caliente tienen un conjunto de características comunes:
1. La posibilidad de observar un tránsito delante de su estrella es mucho mayor que en planetas en órbitas más alejadas.
2. Dado al alto nivel de insolación su densidad es menor que la que tendrían en otro caso.
3. Se piensa que en todos ellos se ha producido migración planetaria, ya que no debería haber material suficiente tan cerca de la estrella para que se forme un planeta de esa masa.
4. Todos tienen órbitas de baja excentricidad, pues sus órbitas tienden a ser circulares por el proceso de libración. Esto también causa que el planeta sincronice su rotación con el período orbital (rotación síncrona).

Los planetas de tipo júpiter caliente son los planetas extrasolares más fáciles de detectar por el método de velocidad radial, pues las oscilaciones que inducen en el movimiento de la estrella madre son relativamente grandes y rápidos en comparación a otro tipo de planetas.

## Ejemplos
El primer planeta extrasolar descubierto, 51 Pegasi b, es un planeta del tipo júpiter caliente. Además de este, en la siguiente tabla se recogen algunos ejemplos de este tipo de planetas.
| Planeta     | Constelación | Masa (MJ) | Período orbital (días) | Semieje mayor (UA). |
| ----------- | ------------ | --------- | ---------------------- | ------------------- |
| HD 73256 b  | Pyxis        | > 1,87    | 2,549                  | 0,037               |
| HD 168746 b | Serpens      | > 0,23    | 6,403                  | 0,065               |
| HD 179949 b | Sagitario    | > 0,92    | 3,092                  | 0,044               |
| HD 75289 b  | Vela         | > 0,47    | 3,509                  | 0,048               |

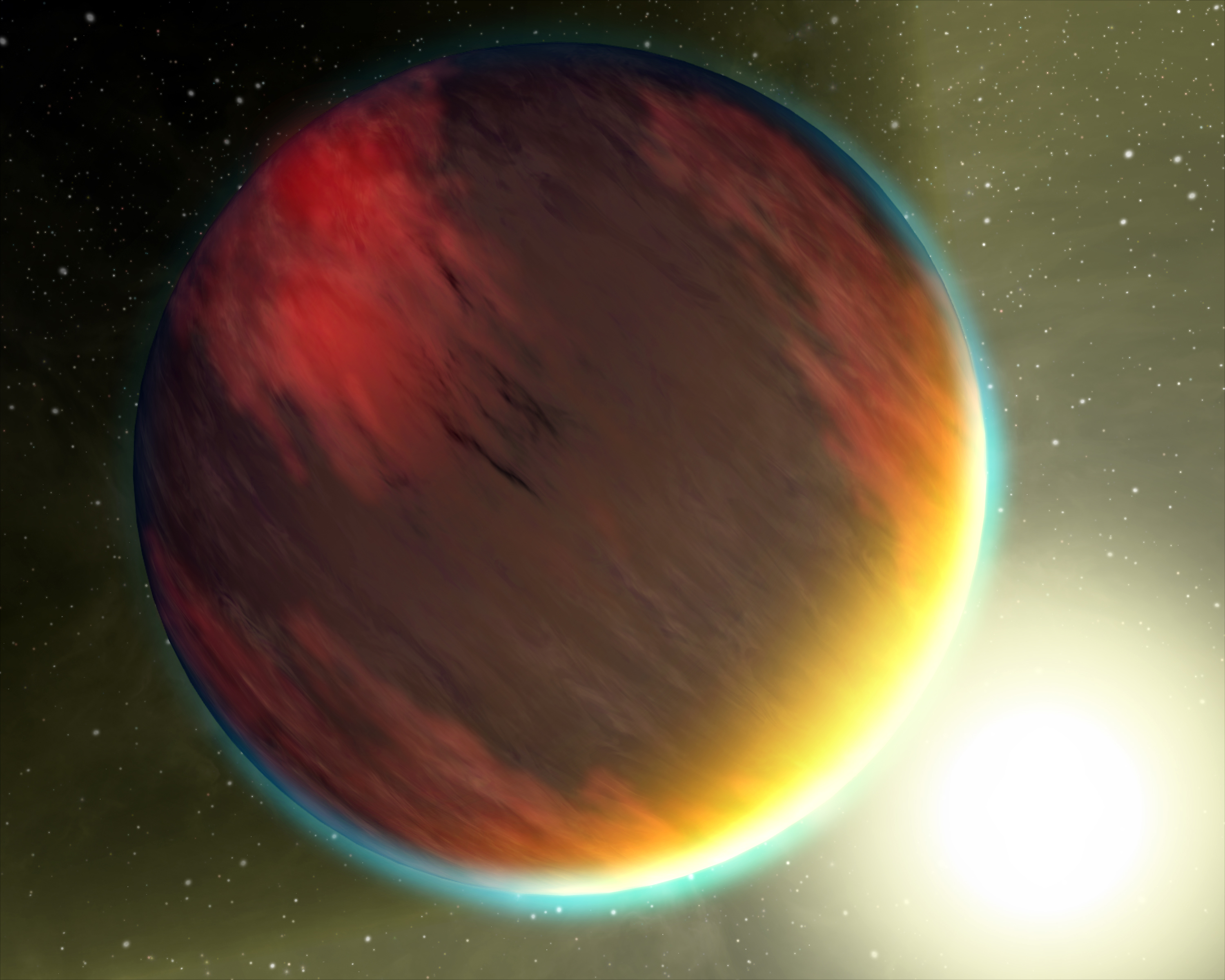
Impresión artística de un planeta de tipo júpiter caliente.

En todos se observa que sus períodos orbitales son de solo unos días terrestres. Esto hace que sea más probable lograr detectarlos por los métodos de tránsito astronómico y velocidad radial que planetas con órbitas más lejanas, como Júpiter (que tiene un periodo orbital de más de 11 años), ya que con estos habría que realizar observaciones sobre sus estrellas madre por muchas décadas, antes de detectar, por ejemplo, la periodicidad en las caídas de intensidad luminosa.

## Planetas terrestres en sistemas con jupiteres calientes
Se ha calculado que en el periodo de formación planetaria, la migración de un planeta del tamaño de Júpiter desde una órbita de 5 UA hasta una de 0.1 UA no sería tan destructiva como podría pensarse, pues más del 60 % de los discos planetarios sobreviviría el proceso.
Los objetos menores son desviados con mayor eficiencia que los mayores, pero es posible la formación de cuerpos mayores. Incluso en algunas simulaciones se llegó a la formación de cuerpos estables de ~2 veces la masa de la Tierra dentro de la zona habitable.

## Lunas

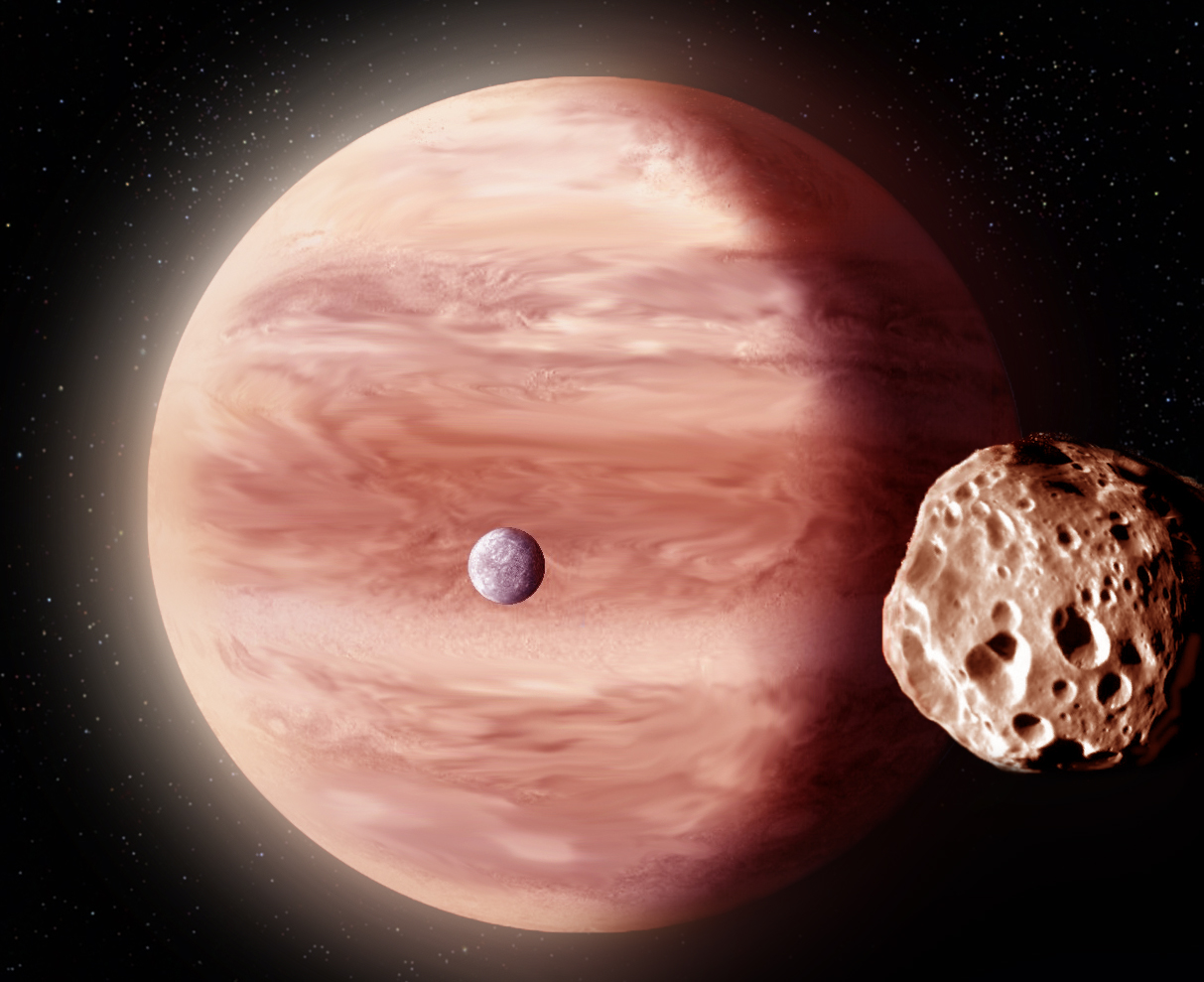
Representación artística de un júpiter caliente con dos pequeñas lunas. El halo brillante es la atmósfera del planeta evaporándose por su extrema proximidad a la estrella.

Se ha investigado si estos planetas podrían tener lunas como sucede con Júpiter y Saturno, mostrando los cálculos no solo que la esfera de Hill de estos mundos es muy pequeña, por lo que tales satélites deberían orbitar muy cerca, sino también que las fuerzas de marea ejercidas por la estrella ―que frenan la rotación del planeta― y otros fenómenos harían que no duraran mucho tiempo antes de ser destruidas sus órbitas, existiendo tales lunas tanto más tiempo cuanto menor fuera su tamaño y cuanto más lejos estuviera el planeta de su estrella, de modo que los satélites estables de aquellos mundos de órbita más cerrada tendrían el tamaño de asteroides pequeños

## Jupiteres calientes alrededor de estrellas gigantes rojas

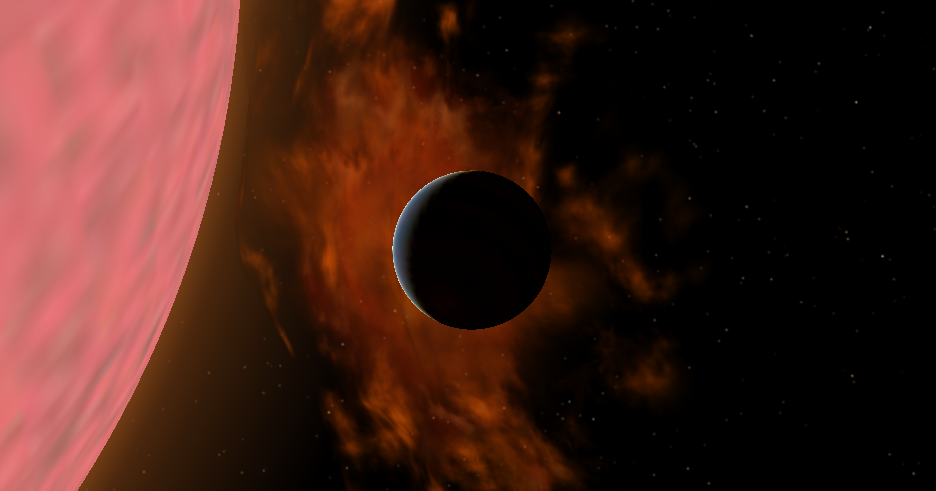
Posible aspecto de un jupíter caliente orbitando una gigante roja.

Aunque hasta la fecha no se haya encontrado ninguno, se considera que los planetas de este tipo también podrían hallarse orbitando alrededor de estrellas como gigantes rojas a distancias similares a las de Júpiter en el sistema solar, siendo jupiteres calientes en tal caso debido a la elevada irradiación que reciben de sus estrellas incluso a tales distancias por el gran brillo de ese tipo de astros, y se piensa que el propio Júpiter será un júpiter caliente en un futuro lejano, cuando el Sol se convierta en una gigante roja.